# Nhân đức đối thần
Nhân đức đối thần là những đức hạnh gắn liền với thần học và triết học Kitô giáo với sự cứu rỗi do ân điển của Thiên Chúa. Đức hạnh là những đặc điểm hoặc phẩm chất loại bỏ một người để hành xử theo cách tốt về mặt đạo đức. Theo truyền thống, chúng được gọi là đức tin, đức cậy và đức mến. Tầm quan trọng của chúng trong thần học Kitô giáo đối với Sứ đồ Phaolô được thể hiện trong 1 Côrintô 13, theo ông nhân đức cao trọng nhất là tình yêu.

## Thần học
Một người nhận được các nhân đức đối thần bằng cách "truyền" ân sủng thiêng liêng của chúng vào người. Các nhân đức thần học được đặt tên như vậy bởi vì đối tượng của chúng là thần linh.
- Đức tin là đức hạnh mà qua đó, trí tuệ khẳng định những sự thật siêu nhiên của mặc khải bằng một sự lay chuyển của ý chí, không phải trên động cơ của bằng chứng nội tại nhưng mà trên nền tảng duy nhất của quyền năng không thể sai lầm của Thiên Chúa. Theo Hugh Pope, "Lời Chúa nói là vô cùng đáng tin nhưng không nhất thiết phải vô cùng dễ hiểu đối với chúng ta." Công đồng Vaticanô I (III, iii;) nói rằng "đức tin là một đức tính siêu nhiên mà chúng ta với cảm hứng và sự giúp đỡ của ân sủng từ Thiên Chúa, tin rằng những điều đó là sự thật mà Ngài đã tiết lộ...mặc dù sự đồng ý của đức tin không có nghĩa là mù quáng, nhưng không ai có thể chấp nhận giáo huấn Tin Mừng theo cách cần thiết cho sự cứu rỗi mà không cần sự soi sáng của Chúa Thánh Thần..."
- Đức cậy được định nghĩa là một đức hạnh hành động theo ý chí, theo đó một người tin để đạt được sự sống vĩnh cửu với sự tự tin dựa trên trợ giúp của Thiên Chúa.
- Đức mến là việc con người kính trọng Thiên Chúa trên hết mọi sự vì lợi ích của mình và yêu thương người khác vì Thiên Chúa. Yêu mến Thiên Chúa là chúc tụng Ngài tất cả danh dự, vinh quang và mọi điều tốt lành, đồng thời nỗ lực hết sức có thể để có được nó cho Ngài. Gioan 14:23 chỉ ra một đặc điểm độc đáo của sự trao đổi, làm cho đức ái trở thành một tình bạn chân thật giữa con người với Thiên Chúa. "Ai yêu mến Thầy thì sẽ giữ lời Thầy, Cha Thầy sẽ yêu mến người ấy và chúng ta sẽ đến và ở lại với người ấy."